# Agoura
Agoura è una comunità non incorporata degli Stati Uniti d'America, ubicata dello stato della California e nella contea di Los Angeles; si trova a sud-est della città di Agoura Hills.